# Домагој
Домагој (лат: Domagous, Domogous, Dommagous), био је легендарни кнез (dux) раносредњовековне Кнежевине Хрватске од око 864. до око 876. године. Оснивач је династије Домагојевића.

## Биографија
Домагој на престо није дошао наследним путем. Кнежевску титулу требало је преузети један од синова Трпимира I, Петар, Здеслав или Мунцимир. Будући да Домагој није припадао владајућој династији Трпимировића, вероватно га је на престо поставила противвизантијска странка која је спречавала да се кнежевина политички усмери према Цариграду. О догађајима у кнежевини у то време податке дају млетачке хронике, пре свега хроника Јована Ђакона, као и папска писма, а делимично и Константин Порфирогенит. 
Користећи се сменом на престолу, у жељи да помогне Трпимировићима, млетачки дужд Орсо I Партечипацио напао је Кнежевину Хрватску 865. године. Домагој је затражио мир нудећи дужду и таоце. Дужд је прихватио преговоре. Хрвати су се обавезали да не нападају и пљачкају млетачке трговачке бродове који су пловили уз источну јадранску обалу. То је већ било договорено 839. године између дужда Пјетра Траденика, кнеза Мислава и неретљанског кнеза Дружака. У време Домагојеве владавине долази до великих геополитичких промена. Арабљани са Сицилије заузимају главне поморско-стратегијске тачке у 9. веку. Поразе и губитке претрпео је и цар Лудвиг II (855-875) из династије Каролинга, чију је врховну власт прихватао и Домагој. Арабљани су 866. године опсели Дубровник, кога је годину дана касније деблокирао византијски адмирал Никита Ориф. Између Лудвига и Василија I закључен је савез против Арабљана са циљем њиховог истеривања са Балканског полуострва. Домагојева морнарица учествује у борбама против Арабљана. Лудвиг је, уз помоћ византијске флоте Никите Орифа и Домагојеве морнарице, опседао Бари. Након Орифиног повлачења, под Домагојевим вођством, Бари је заузет 2. фебруара 871. године. Године 872/3. Домагој је примио писмо папе Јована VIII којим га папа упозорава о могућој побуни провизантијске странке. Домагој је открио и угушио побуну.
Године 872. Арабљани су поново продрли у Јадранско море са Крита. Опустошили су поједине далматинске градове. Млечани су послали извиднички брод да уходи арабљанску флоту. Том приликом, Домагојеви бродови напали су млетачки и тако прекршили споразум из 839. године. Обновљен је поморско-трговачки рат. Неретљани стају на страну Млечана. Папа је позвао Домагоја да прекине ратне операције. То је довело до склапања примирја које је потрајало бар годину дана. Користећи се неприликама Млечана у рату са Арабљанима, Хрвати су 875. године напали млетачки Градо. Борбе су се наставиле и у следећој години, када је Домагој умро. Јован Ђакон је записао:
" Затим је, после смрти Домагоја, најгорег кнеза Словена (Хрвата) (mortuo Domogoi, Sclavorum pessimo duce), господин дужд Орсо и његов син Јован са Словенима склопио мир и слогу. Ипак, против Неретљана, са којима је био у непријатељству, пошаље војску."
Домагоја су наследили синови непозната имена. Међутим, недуго пре Домагојеве смрти у Италији су се десиле промене. Смрћу Лудвига II (875), нестало је стварне франачке власти над Хрватском. 